# Połajewo (przystanek kolejowy)
Połajewo – dawna towarowa stacja kolejowa w Połajewku, w województwie wielkopolskim, w Polsce.